# Ole Einar Bjørndalen
Ole Einar Bjørndalen (Drammen, 27 gennaio 1974) è un ex biatleta e fondista norvegese.
È lo sportivo più titolato nella storia del biathlon, grazie anche alle sue doti da fondista, che gli hanno permesso di vincere anche una gara di Coppa del Mondo di sci di fondo. Con 135 vittorie in prove di Coppa del Mondo è l'uomo più vincente nella massima competizione stagionale degli sport invernali, secondo solamente alla connazionale Marit Bjørgen (144). Il 19 febbraio 2014 è diventato lo sportivo più medagliato nella storia dei Giochi olimpici invernali, superando il precedente record di Bjørn Dæhlie.
È fratello di Dag, marito della bielorussa Dar"ja Domračava ed ex marito dell'italiana Nathalie Santer, a loro volta biatleti di alto livello. Si è ritirato dalle competizioni agonistiche il 3 aprile 2018.

## Biografia

### Carriera nel biathlon
Originario di Simostranda, ha iniziato a praticare biathlon a livello agonistico nel 1983, iniziato dal fratello maggiore Dag; insieme con il terzo fratello, Hans Anton, hanno formato il "team Bjørndalen", a lungo l'ossatura della nazionale norvegese. Nel 1993 ha vinto tre gare su quattro ai Mondiali juniores di quell'anno, unico maschio nella storia ad aver conseguito tale risultato. In Coppa del Mondo ha esordito nel 1993 nell'individuale di Kontiolahti, chiudendo al 29º posto, ha conquistato il primo podio nel 1994 nella sprint di Bad Gastein e la prima vittoria nel 1996 nell'individuale di Anterselva.
Ai XVIII Giochi olimpici invernali di Nagano 1998 ha vinto la sua prima medaglia d'oro olimpica; nello stesso anno ha vinto anche la sua prima Coppa del Mondo. Ai XIX Giochi olimpici invernali di Salt Lake City 2002 ha realizzato l'impresa di conquistare la medaglia d'oro in tutte e quattro le competizioni di biathlon (10 km sprint, 12,5 km a inseguimento, 20 km individuale e staffetta 4x7,5 km): fino a quel momento nessun biatleta aveva mai vinto più di due ori nella stessa rassegna a cinque cerchi.
Ai XX Giochi olimpici invernali di Torino 2006 è rimasto sorprendentemente a digiuno dall'oro: ha vinto l'argento nella 20 km individuale, dove ha fatto segnare il miglior tempo sugli sci (52'39"), ma con l'aggiunta dei due minuti di penalità dovuti ad altrettanti errori al poligono, classificandosi quindi al secondo posto dietro al tedesco Michael Greis (53'23" sugli sci + 1 minuto di penalità). Nella 12,5 km a inseguimento ha vinto un altro argento e infine ha vinto il bronzo nella 15 km in linea. Si è però rifatto al termine della stagione vincendo la sua quarta Coppa del Mondo. Ha poi conquistato la medaglia d'argento ai XXI Giochi olimpici invernali di Vancouver 2010 nella 20 km individuale.
Quattro anni dopo, all'età di quarant'anni, ha conquistato la medaglia d'oro ai XXII Giochi olimpici invernali di Soči 2014 nella 10 km sprint, ripetendosi nella staffetta mista; si è inoltre classificato 34° nell'individuale, 4° nell'inseguimento, 22° nella partenza in linea e 4° nella staffetta.

### Carriera nello sci di fondo
Bjørndalen ha gareggiato non solo nel biathlon, ma anche nello sci di fondo in gare a tecnica libera (la stessa utilizzata nel biathlon). Dopo aver disputato alcune gare FIS, in Coppa del Mondo ha esordito il 28 novembre 1998 nella 10 km a tecnica libera di Muonio (23°) e ha ottenuto il primo podio il giorno successivo, nella medesima località, in staffetta.
Nel 2001 collezionò due secondi posti in gare di Coppa del Mondo; alle Olimpiadi di Salt Lake City 2002 arrivò quinto nella 30 km con partenza in linea. Ai Mondiali del 2005 ha concluso undicesimo nella 15 km e nella stagione 2006-2007 ha vinto una gara a Gällivare, imponendosi nella 15 km a tecnica libera, diventando il primo uomo a vincere sia nel fondo che nel biathlon.

## Palmarès

### Biathlon

#### Olimpiadi
- 13 medaglie:
  - 8 ori (sprint[7] a Nagano 1998; individuale[7], sprint[7], inseguimento[7], staffetta[7] a Salt Lake City 2002; staffetta[7] a Vancouver 2010; sprint, staffetta mista[7] a Soči 2014)
  - 4 argenti (staffetta[7] a Nagano 1998; individuale[7], inseguimento[7] a Torino 2006; individuale[7] a Vancouver 2010)
  - 1 bronzo (partenza in linea[7] a Torino 2006)

#### Mondiali
- 45 medaglie:
  - 20 ori (gara a squadre[7] a Pokljuka/Hochfilzen 1998; sprint[7], partenza in linea[7] a Chanty-Mansijsk 2003; sprint[7], inseguimento[7], partenza in linea[7], staffetta[7] a Hochfilzen 2005; sprint[7], inseguimento[7] ad Anterselva 2007; inseguimento[7] a Östersund 2008; individuale[7], sprint[7], inseguimento[7], staffetta[7] a Pyeongchang 2009; staffetta[7], staffetta mista[7] a Chanty-Mansijsk 2011; staffetta[7], staffetta mista[7] a Ruhpolding 2012; staffetta[7] a Nové Město na Moravě 2013; staffetta[7] a Oslo Holmenkollen 2016)
  - 14 argenti (staffetta[7] a Osrblie 1997; inseguimento[7] a Pokljuka/Hochfilzen 1998; staffetta[7] a Oslo/Lahti 2000; partenza in linea[7] a Pokljuka 2001; staffetta[7] a Oberhof 2004; staffetta mista a Pokljuka 2006; staffetta[7] ad Anterselva 2007; individuale[7], partenza in linea[7], staffetta[7] a Östersund 2008; staffetta mista[7] a Chanty-Mansijsk 2010; staffetta[7] ad Kontiolahti 2015; sprint[7], inseguimento[7] a Oslo Holmenkollen 2016)
  - 11 bronzi (inseguimento[7] a Osrblie 1997; partenza in linea[7], staffetta[7] a Kontiolahti/Oslo 1999; partenza in linea[7] a Oslo/Lahti 2000; staffetta[7] a Pokljuka 2001; individuale[7], sprint[7], inseguimento[7] a Oberhof 2004; sprint[7] a Östersund 2008, partenza in linea a Oslo Holmenkollen 2016, inseguimento[7] a Hochfilzen 2017)

#### Mondiali juniores
- 4 medaglie[8]:
  - 3 ori (sprint, individuale, gara a squadre a Ruhpolding 1993)
  - 1 bronzo (gara a squadre a Canmore 1992)

#### Coppa del Mondo
- Vincitore della Coppa del Mondo nel 1998, nel 2003, nel 2005, nel 2006, nel 2008 e nel 2009
- Vincitore della Coppa del Mondo di individuale nel 2005
- Vincitore della Coppa del Mondo di sprint nel 1997, nel 1998, nel 2000, nel 2001, nel 2003, nel 2005, nel 2008 e nel 2009
- Vincitore della Coppa del Mondo di inseguimento nel 2000, nel 2003, nel 2006, nel 2008 e nel 2009
- Vincitore della Coppa del Mondo di partenza in linea nel 2003, nel 2005, nel 2006, nel 2007 e nel 2008
- 194 podi (144 individuali, 50 a squadre[9]), oltre a quelli conquistati in sede olimpica e iridata e validi anche ai fini della Coppa del Mondo:
  - 135 vittorie (94 individuali, 41 a squadre)
  - 55 secondi posti (43 individuali, 12 a squadre)
  - 33 terzi posti (21 individuali, 12 a squadre)

##### Coppa del Mondo - vittorie
| Data             | Località                      | Nazione            | Specialità                                                                       |
| ---------------- | ----------------------------- | ------------------ | -------------------------------------------------------------------------------- |
| 19 marzo 1995    | Lillehammer                   | Norvegia           | RL (con Jon Åge Tyldum, Frode Andresen e Kjell Ove Oftedal)                      |
| 11 gennaio 1996  | Anterselva                    | Italia             | IN                                                                               |
| 17 marzo 1996    | Hochfilzen                    | Austria            | RL (con Halvard Hanevold, Frode Andresen e Dag Bjørndalen)                       |
| 4 gennaio 1997   | Oberhof                       | Germania           | SP                                                                               |
| 5 gennaio 1997   | Oberhof                       | Germania           | PU                                                                               |
| 11 gennaio 1997  | Ruhpolding                    | Germania           | SP                                                                               |
| 14 dicembre 1997 | Östersund                     | Svezia             | RL (con Egil Gjelland, Sylfest Glimsdal e Halvard Hanevold)                      |
| 11 gennaio 1998  | Ruhpolding                    | Germania           | RL (con Egil Gjelland, Frode Andresen e Dag Bjørndalen)                          |
| 17 gennaio 1998  | Anterselva                    | Italia             | SP                                                                               |
| 11 dicembre 1998 | Hochfilzen                    | Austria            | SP                                                                               |
| 9 gennaio 1999   | Oberhof                       | Germania           | PU                                                                               |
| 23 gennaio 1999  | Anterselva                    | Italia             | PU                                                                               |
| 2 dicembre 1999  | Hochfilzen                    | Austria            | IN                                                                               |
| 4 dicembre 1999  | Hochfilzen                    | Austria            | PU                                                                               |
| 11 dicembre 1999 | Pokljuka                      | Slovenia           | RL (con Egil Gjelland, Frode Andresen e Halvard Hanevold)                        |
| 6 gennaio 2000   | Oberhof                       | Germania           | SP                                                                               |
| 7 gennaio 2000   | Oberhof                       | Germania           | PU                                                                               |
| 9 gennaio 2000   | Oberhof                       | Germania           | RL (con Egil Gjelland, Halvard Hanevold e Dag Bjørndalen)                        |
| 22 gennaio 2000  | Anterselva                    | Italia             | PU                                                                               |
| 1º dicembre 2000 | Hochfilzen/Anterselva         | Austria/ Italia    | SP                                                                               |
| 9 dicembre 2000  | Pokljuka/Anterselva           | Slovenia/ Italia   | RL (con Halvard Hanevold, Frode Andresen ed Egil Gjelland)                       |
| 17 dicembre 2000 | Osrblie/Anterselva            | Slovacchia/ Italia | PU                                                                               |
| 10 gennaio 2001  | Ruhpolding                    | Germania           | RL (con Egil Gjelland, Frode Andresen e Dag Bjørndalen)                          |
| 12 gennaio 2001  | Ruhpolding                    | Germania           | SP                                                                               |
| 18 gennaio 2001  | Anterselva                    | Italia             | SP                                                                               |
| 21 gennaio 2001  | Anterselva                    | Italia             | MS                                                                               |
| 28 febbraio 2001 | Salt Lake City Soldier Hollow | Stati Uniti        | IN                                                                               |
| 2 marzo 2001     | Salt Lake City Soldier Hollow | Stati Uniti        | SP                                                                               |
| 3 marzo 2001     | Salt Lake City Soldier Hollow | Stati Uniti        | PU                                                                               |
| 6 dicembre 2001  | Hochfilzen                    | Austria            | SP                                                                               |
| 9 dicembre 2001  | Hochfilzen                    | Austria            | PU                                                                               |
| 26 gennaio 2002  | Anterselva                    | Italia             | RL (con Halvard Hanevold, Egil Gjelland e Frode Andresen)                        |
| 7 dicembre 2002  | Östersund                     | Svezia             | RL (con Egil Gjelland, Frode Andresen e Halvard Hanevold)                        |
| 8 dicembre 2002  | Östersund                     | Svezia             | PU                                                                               |
| 14 dicembre 2002 | Pokljuka/Östersund            | Slovenia/ Svezia   | SP                                                                               |
| 15 dicembre 2002 | Pokljuka/Östersund            | Slovenia/ Svezia   | PU                                                                               |
| 9 gennaio 2003   | Oberhof                       | Germania           | SP                                                                               |
| 12 gennaio 2003  | Oberhof                       | Germania           | MS                                                                               |
| 18 gennaio 2003  | Ruhpolding                    | Germania           | SP                                                                               |
| 19 gennaio 2003  | Ruhpolding                    | Germania           | PU                                                                               |
| 9 febbraio 2003  | Lahti                         | Finlandia          | MS                                                                               |
| 16 febbraio 2003 | Oslo Holmenkollen             | Norvegia           | PU                                                                               |
| 4 dicembre 2003  | Kontiolahti                   | Finlandia          | SP                                                                               |
| 7 dicembre 2003  | Kontiolahti                   | Finlandia          | PU                                                                               |
| 13 dicembre 2003 | Hochfilzen                    | Austria            | RL (con Stian Eckhoff, Lars Berger e Halvard Hanevold)                           |
| 14 dicembre 2003 | Hochfilzen                    | Austria            | PU                                                                               |
| 10 gennaio 2004  | Pokljuka                      | Slovenia           | PU                                                                               |
| 18 gennaio 2004  | Ruhpolding                    | Germania           | PU                                                                               |
| 2 dicembre 2004  | Beitostølen                   | Norvegia           | SP                                                                               |
| 5 dicembre 2004  | Beitostølen                   | Norvegia           | RL (con Halvard Hanevold, Stian Eckhoff ed Egil Gjelland)                        |
| 11 dicembre 2004 | Oslo Holmenkollen             | Norvegia           | SP                                                                               |
| 13 gennaio 2005  | Ruhpolding                    | Germania           | RL (con Egil Gjelland, Stian Eckhoff e Halvard Hanevold)                         |
| 15 gennaio 2005  | Ruhpolding                    | Germania           | SP                                                                               |
| 16 gennaio 2005  | Ruhpolding                    | Germania           | PU                                                                               |
| 19 gennaio 2005  | Anterselva                    | Italia             | IN                                                                               |
| 21 gennaio 2005  | Anterselva                    | Italia             | SP                                                                               |
| 23 gennaio 2005  | Anterselva                    | Italia             | PU                                                                               |
| 20 febbraio 2005 | Pokljuka                      | Slovenia           | MS                                                                               |
| 17 marzo 2005    | Chanty-Mansijsk               | Russia             | PU                                                                               |
| 27 novembre 2005 | Östersund                     | Svezia             | PU                                                                               |
| 29 novembre 2005 | Östersund                     | Svezia             | RL (con Stian Eckhoff, Egil Gjelland e Halvard Hanevold)                         |
| 22 gennaio 2006  | Anterselva                    | Italia             | MS                                                                               |
| 8 marzo 2006     | Pokljuka                      | Slovenia           | SP                                                                               |
| 11 marzo 2006    | Pokljuka                      | Slovenia           | PU                                                                               |
| 18 marzo 2006    | Kontiolahti                   | Finlandia          | PU                                                                               |
| 23 marzo 2006    | Oslo Holmenkollen             | Norvegia           | SP                                                                               |
| 25 marzo 2006    | Oslo Holmenkollen             | Norvegia           | PU                                                                               |
| 26 marzo 2006    | Oslo Holmenkollen             | Norvegia           | MS                                                                               |
| 30 novembre 2006 | Östersund                     | Svezia             | IN                                                                               |
| 2 dicembre 2006  | Östersund                     | Svezia             | SP                                                                               |
| 3 dicembre 2006  | Östersund                     | Svezia             | PU                                                                               |
| 8 dicembre 2006  | Hochfilzen                    | Austria            | SP                                                                               |
| 9 dicembre 2006  | Hochfilzen                    | Austria            | PU                                                                               |
| 11 gennaio 2007  | Ruhpolding                    | Germania           | RL (con Emil Hegle Svendsen, Halvard Hanevold e Frode Andresen)                  |
| 13 gennaio 2007  | Ruhpolding                    | Germania           | SP                                                                               |
| 14 gennaio 2007  | Ruhpolding                    | Germania           | MS                                                                               |
| 10 marzo 2007    | Oslo Holmenkollen             | Norvegia           | PU                                                                               |
| 11 marzo 2007    | Oslo Holmenkollen             | Norvegia           | MS                                                                               |
| 1º dicembre 2007 | Kontiolahti                   | Finlandia          | SP                                                                               |
| 8 dicembre 2007  | Hochfilzen                    | Austria            | PU                                                                               |
| 9 dicembre 2007  | Hochfilzen                    | Austria            | RL (con Emil Hegle Svendsen, Alexander Os e Halvard Hanevold)                    |
| 15 dicembre 2007 | Pokljuka                      | Slovenia           | SP                                                                               |
| 4 gennaio 2008   | Oberhof                       | Germania           | RL (con Emil Hegle Svendsen, Alexander Os e Halvard Hanevold)                    |
| 6 gennaio 2008   | Oberhof                       | Germania           | MS                                                                               |
| 10 gennaio 2008  | Ruhpolding                    | Germania           | RL (con Emil Hegle Svendsen, Rune Brattsveen e Halvard Hanevold)                 |
| 20 gennaio 2008  | Anterselva                    | Italia             | MS                                                                               |
| 6 marzo 2008     | Chanty-Mansijsk               | Russia             | SP                                                                               |
| 15 gennaio 2009  | Ruhpolding                    | Germania           | RL (con Emil Hegle Svendsen, Alexander Os e Halvard Hanevold)                    |
| 17 gennaio 2009  | Ruhpolding                    | Germania           | SP                                                                               |
| 18 gennaio 2009  | Ruhpolding                    | Germania           | PU                                                                               |
| 21 marzo 2009    | Trondheim                     | Norvegia           | PU                                                                               |
| 22 marzo 2009    | Trondheim                     | Norvegia           | MS                                                                               |
| 5 dicembre 2009  | Östersund                     | Svezia             | SP                                                                               |
| 11 dicembre 2009 | Hochfilzen                    | Austria            | SP                                                                               |
| 7 gennaio 2010   | Oberhof                       | Germania           | RL (con Halvard Hanevold, Tarjei Bø ed Emil Hegle Svendsen)                      |
| 10 gennaio 2010  | Oberhof                       | Germania           | MS                                                                               |
| 5 dicembre 2010  | Östersund                     | Svezia             | PU                                                                               |
| 12 dicembre 2010 | Hochfilzen                    | Austria            | RL (con Alexander Os, Emil Hegle Svendsen e Tarjei Bø)                           |
| 12 febbraio 2012 | Kontiolahti                   | Finlandia          | PU                                                                               |
| 9 dicembre 2012  | Hochfilzen                    | Austria            | RL (con Lars Helge Birkeland, Vetle Sjåstad Christiansen e Henrik L'Abée-Lund)   |
| 7 dicembre 2013  | Hochfilzen                    | Austria            | RL (con Vetle Sjåstad Christiansen, Tarjei Bø e Emil Hegle Svendsen)             |
| 15 gennaio 2015  | Ruhpolding                    | Germania           | RL (con Erlend Bjøntegaard, Johannes Thingnes Bø e Emil Hegle Svendsen)          |
| 25 gennaio 2015  | Anterselva                    | Italia             | RL (con Tarjei Bø, Johannes Thingnes Bø ed Emil Hegle Svendsen)                  |
| 2 dicembre 2015  | Östersund                     | Svezia             | IN                                                                               |
| 15 gennaio 2016  | Ruhpolding                    | Germania           | RL (con Johannes Thingnes Bø, Tarjei Bø ed Emil Hegle Svendsen)                  |
| 27 novembre 2016 | Östersund                     | Svezia             | MX (con Marte Olsbu, Fanny Horn e Johannes Thingnes Bø)                          |
| 11 gennaio 2017  | Ruhpolding                    | Germania           | RL (con Vetle Sjåstad Christiansen, Lars Helge Birkeland ed Emil Hegle Svendsen) |
| 10 dicembre 2017 | Hochfilzen                    | Austria            | RL (con Henrik L'Abée-Lund, Erlend Bjøntegaard e Lars Helge Birkeland)           |

Legenda:

IN = individuale

SP = sprint

PU = inseguimento

MS = partenza in linea

RL = staffetta

### Sci di fondo

#### Coppa del Mondo
- Miglior piazzamento in classifica generale: 29º nel 2002
- 6 podi (3 individuali, 3 a squadre[10]):
  - 1 vittoria (individuale)
  - 4 secondi posti (2 individuali, 2 a squadre)
  - 1 terzo posto (a squadre)

##### Coppa del Mondo - vittorie
| Data             | Località  | Nazione | Specialità |
| ---------------- | --------- | ------- | ---------- |
| 18 novembre 2006 | Gällivare | Svezia  | 15 km TL   |

Legenda:

TL = tecnica libera

## Riconoscimenti
- Medaglia Holmenkollen nel 2011